# Seborokrapyak
Seborokrapyak is een bestuurslaag in het regentschap Purworejo van de provincie Midden-Java, Indonesië. Seborokrapyak telt 1031 inwoners (volkstelling 2010).